# Йоанис Цондзас
Йоанис Цондзас (на гръцки: Ιωάννης Τσόντζας) е гръцки революционер, участник в Гръцката война за независимост за освобождаване от османска власт.

## Биография
Роден е в Кожани, тогава в Османската империя, днес в Гърция. Става клефт в района на Олимп. Участва в Негушкото въстание в 1822 година и след падането на Негуш заминава за Западна Македония, където набира доброволци за въстанието. В началото на 1824 отвежда 1200 македонци на Псара, за да подсилят гарнизона на острова срещу непосредствената заплаха от османците. Заедно с Йоанис Турундзияс и Котас се противопоставя на турското нашествие. Според традицията Цондзас заедно с псариота Димитриос Врацанос вдигат във въздуха барутните погреби. В резултат на взрива загиват повечето македонци с Цондзас, няколко псариоти и 4000 турци. Саможертвата на Цондзас не успява да предотврати унищожаването на Псара, но вдъхновява националния поет Дионисиос Соломос да напише за нея поема. Името на Цондзас носи и главната улица на Кожани.